# Cuéntame (canción de Pedro Suárez-Vértiz)
«Cuéntame» es una canción del cantautor peruano Pedro Suárez-Vértiz, lanzada como segundo sencillo del álbum (No existen) Técnicas para olvidar, publicado en 1993.

## Información
La canción se convirtió rápidamente en un super-hit radial, convirtiéndose en un tema emblemático de su carrera como solista.

## Créditos
- Pedro Suárez-Vértiz: Voz, armónica, piano, guitarra eléctrica, guitarra acústica, sintetizadores, bajo, batería, percusión y coros
- Patricio Suárez-Vértiz: Bajo y coros.
- Abel Salcedo: Coros.
- Nina Mutal: Coros.
- Gonzalo Polar: Saxofón.

## Versiones
- La cantante peruana Damaris hizo una nueva versión del tema con ritmos andinos para su tercer álbum de estudio, Tú puedes volar, publicado en el 2018.[2]

## Apariciones en medios
- La canción fue incluida como parte de la banda sonora de la película peruana, Asu mare,[3] estrenado en el 2013.

- La canción sirvió de inspiración para un musical[4] que se llevó a cabo en el 2019, como un homenaje de sus 50 años de carrera musical.